# Aegypius prepyrenaicus
Aegypius prepyrenaicus (гриф піренейський) — вимерлий вид яструбоподібних птахів родини яструбових (Accipitridae), що мешкав на території Іспанії в період середнього плейстоцену. Був описаний у 2001 році за викопними рештками, знайденими в регіоні Уеска.